# Kazumi Totaka
Kazumi Totaka (戸高 一生?, Totaka Kazumi; Tokyo, 23 agosto 1967) è un compositore giapponese.
Ha lavorato per la Nintendo, componendo alcune musiche per i videogiochi e doppiando il personaggio di Yoshi.

## K.K. Slider
Il personaggio K.K. Slider di Animal Crossing, nella versione giapponese si chiama Totakeke (とたけけ?). Questo nome potrebbe derivare dal modo in cui viene chiamato Totaka in giapponese, cioè con il cognome prima del nome: Totaka K.
Durante il concerto Mario & Zelda Big Band Live Totaka si sedette su una sedia, come K.K. Slider, mentre Shigeru Miyamoto gli teneva vicino un'immagine del personaggio.

## K.K. Song
"K.K. Song" (anche nota come "Totaka's Song") è un breve motivetto di diciannove note nascosto in molti dei videogiochi in cui ha lavorato o partecipato il compositore.
Venne scoperta per la prima volta in Mario Paint, pensando si trattasse della sua prima comparsa, finché non fu scoperta anche nel gioco giapponese X, che precedette Mario Paint di due mesi. Successivamente venne rinvenuta in molti altri videogiochi.

### Comparse confermate
La canzone è stata trovata almeno una volta nei seguenti videogiochi:
- 3D Space Tank
- Animal Forest
- Animal Crossing (K.K. Song)
- Animal Crossing: City Folk (K.K. Song)
- Animal Crossing: Happy Home Designer
- Animal Crossing: New Horizons (K.K. Song)
- Animal Crossing: New Leaf (K.K. Song)
- Animal Crossing: Wild World (K.K. Song)
- Kaeru no tame ni kane wa naru
- Luigi's Mansion
- Luigi's Mansion (3DS)
- Mario Artist: Talent Studio
- Mario Kart 8
- Mario Kart 8 Deluxe
- Mario Kart World
- Mario Paint
- Pikmin 2
- Super Mario Land 2: 6 Golden Coins
- The Legend of Zelda: Link's Awakening
- The Legend of Zelda: Link's Awakening DX
- The Legend of Zelda: Link's Awakening (2019)
- Virtual Boy Wario Land
- X
- Yoshi's New Island
- Yoshi's Story
- Yoshi Touch & Go

### Comparse non confermate
La canzone di Totaka non è stata ancora trovata in questi videogiochi:
- Canali Wii
- New Play Control Pikmin
- Super Smash Bros Brawl
- Wave Race 64
- Wii Music
- Wii Sports
- Wii Sports Club